# La Faloise
La Faloise – miejscowość i gmina we Francji, w regionie Hauts-de-France, w departamencie Somma.
Według danych z 1990 roku gminę zamieszkiwało 210 osób, a gęstość zaludnienia wynosiła 22 osoby/km² (wśród 2293 gmin Pikardii La Faloise plasuje się na 788. miejscu pod względem liczby ludności, natomiast pod względem powierzchni na miejscu 486.).